# 6. Fallschirmjäger-Division
6. Fallschirmjäger-Division foi uma unidade de paraquedistas da Luftwaffe que prestou serviço durante a Segunda Guerra Mundial.

## Comandantes
- Rüdiger von Heyking. 1 de Maio de 1944 - 3 de Setembro de 1944[2]
- Harry Herrmann, 3 de Setembro de 1944 - 1 de Outubro de 1944[2]
- Hermann Plocher, 1 de Outubro de 1944 - 8 de Maio de 1945[2]